# Femelwald
Ein Femelwald ist ein durch Femelbetrieb entstandener Hochwald. Femelbetrieb ist eine Form des Auslichtens eines Baumbestandes durch die Entnahme zusammenhängender Baumgruppen. Andere Formen der Holzernte sind Schirmschlag, Saumschlag und Kahlschlag. Das Auslichten durch die gezielte Entnahme von Einzelbäumen hingegen heißt Plenterung.

## Femelbetrieb
Bei dieser forstwirtschaftlichen Betriebsart werden im Wald unregelmäßig verteilte kleinere Parzellen festgelegt (Femelschläge bzw. Femellöcher). An diesen Stellen werden erst nur Gruppen von Bäumen gefällt. Dann werden nach und nach die Parzellen radial erweitert (Rändelungshiebe), bis zuletzt durch die Entfernung der letzten Altbäume zwischen den Parzellen eine zusammenhängende Fläche entsteht.
Durch den langsam gesteigerten Lichteinfall unter dem bestehenden Kronendach wird eine natürliche Verjüngung ermöglicht mit einer zuletzt relativ altershomogenen Zusammensetzung (Altersklassenwald), oder auch ein sich stetig verjüngender Dauerwald, in dem Bäume aller Altersstufen kleinflächig vermischt sind.
Der Ausdruck Femelschlagbetrieb wurde im 19. Jahrhundert von dem Forstwissenschaftler Carl Heyer eingeführt.

## Vorteile des Femelwaldes
Durch die kleinen Parzellen unterschiedlicher Altersstadien ist der Femelwald potenziell auf kleinerem Raum strukturreich. Die kleinen Hiebsflächen mit Naturverjüngung und auch die sich ausbildenden Übergangsbereiche (Säume) können Ersatzhabitate für selten gewordene (Tier-)Arten sein, die an diese relativ seltenen Saumbiotope und an Biotope jüngerer Sukzessionsstadien angepasst sind (vgl. Mosaik-Zyklus-Konzept als verbreitete Theorie).